# Antonio Busca

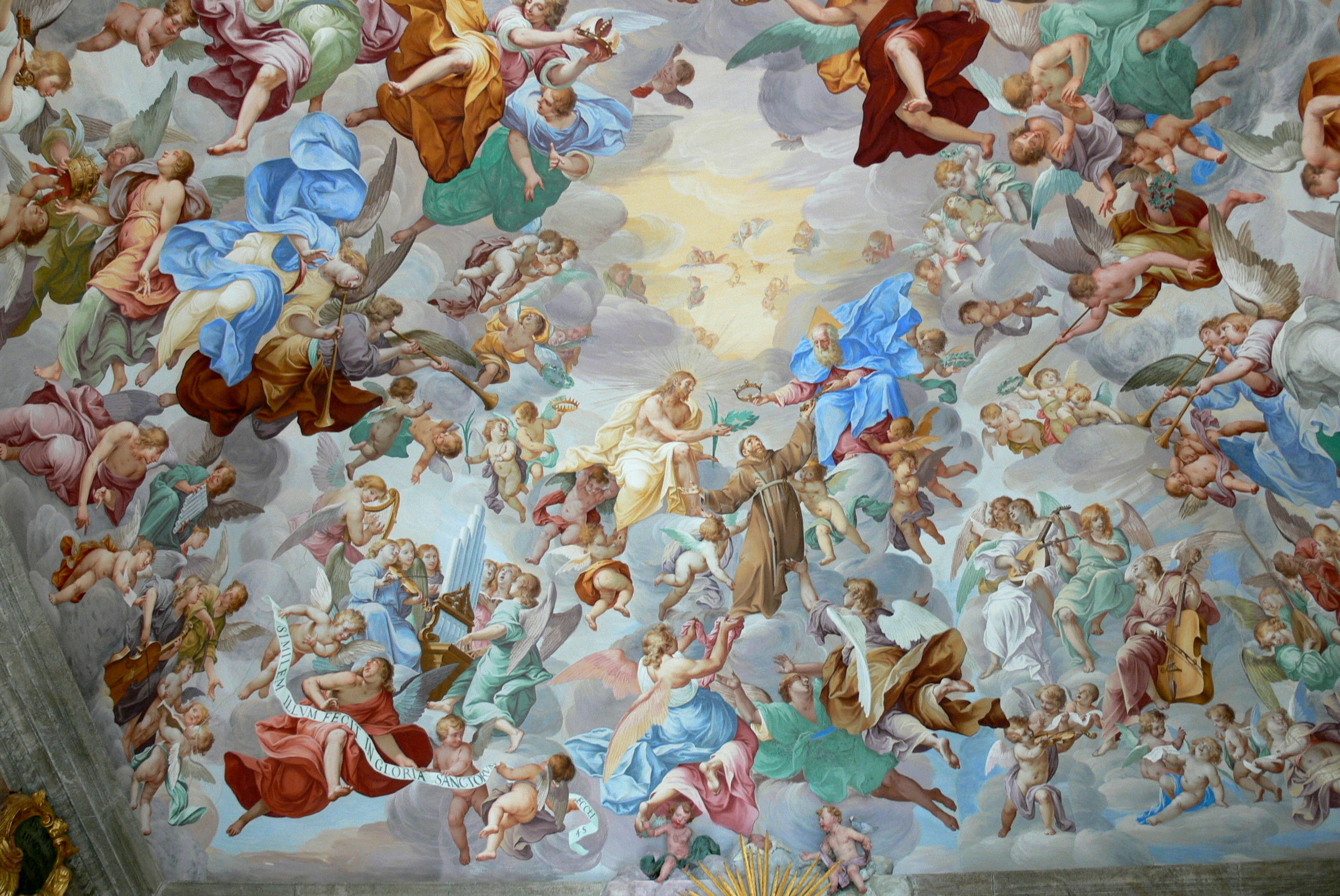
Le Couronnement de saint François par la Sainte Ttrinité, fresque du plafond de la chapelle no 20, Mont Sacré d'Orta.

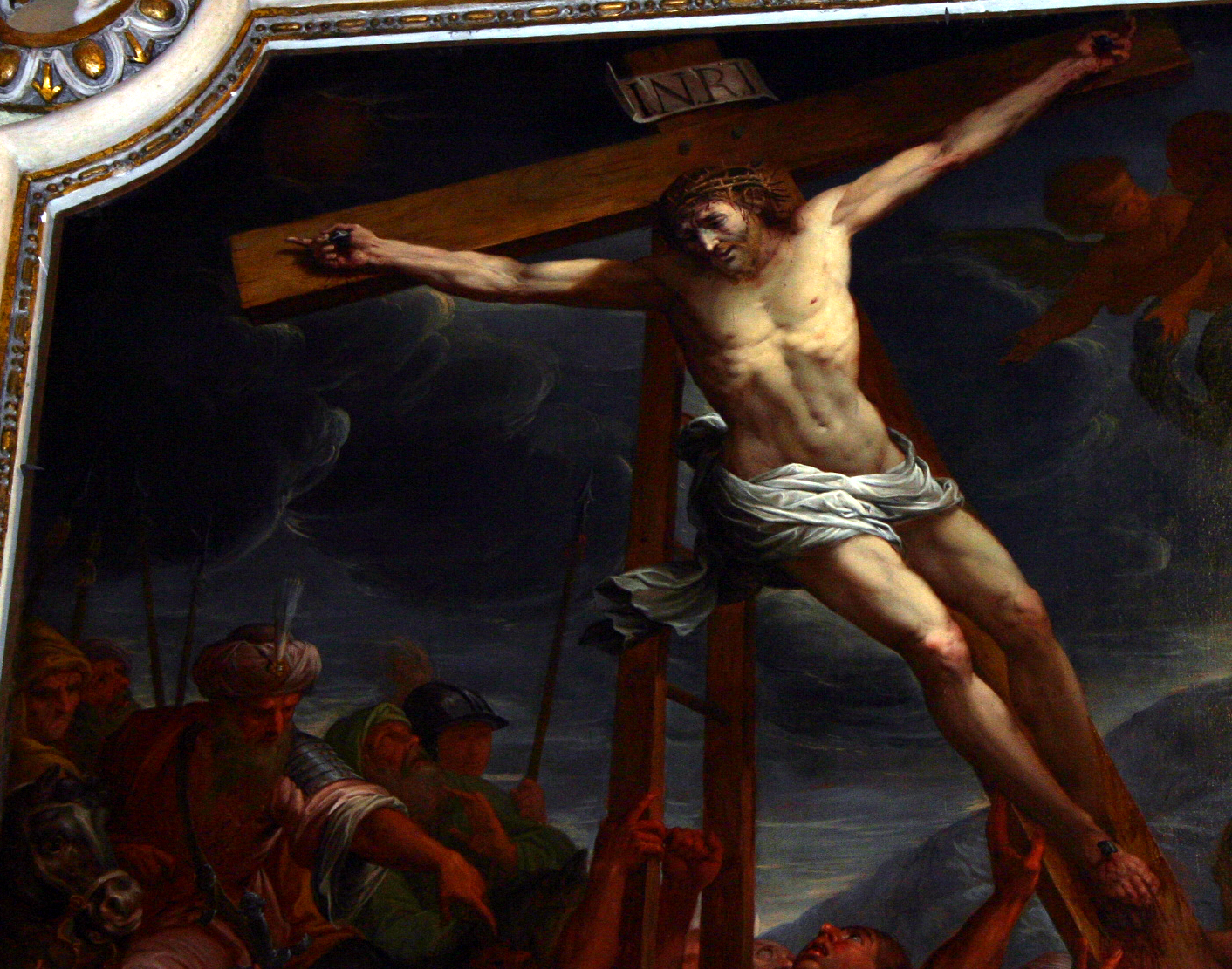
Détail de la Crocifissione de la chapelle de la Pietà de l'église San Marco de Milan.

Antonio Busca (Milan, 1625 - Milan, 1686) est un peintre italien de la période baroque, qui fut actif  principalement en Lombardie.

## Biographie
Antonio Busca est né à Milan et a appris son art auprès de Carlo Francesco Nuvolone. Il a collaboré avec Ercole Procaccini à Milan et à Turin. En 1648/1649, sous l'autorité de Procaccini, Busca a décoré à fresque la Cappella della Pietà de l'église San Marco à Milan, en collaboration avec Johann Christoph Storer, Guglielmo Caccia et Luigi Pellegrini Scaramuccia.
En 1650/1651 il se rend à Rome où il travaille avec Giovanni Ghisolfini ; certains de ses travaux sont situés au Mont Sacré d'Orta.
Malade de la goutte, il a laissé de nombreuses œuvres inachevées.

## Œuvres
Fresques
- Chartreuse de Pavie (1664),
- Chapelle de la Crucifixion, église du Sacro Monte, Varèse (1670),
- 20e chapelle du Mont Sacré d'Orta (1676 env).
- Cappella della Pietà, église San Marco, Milan.